# 精細結構

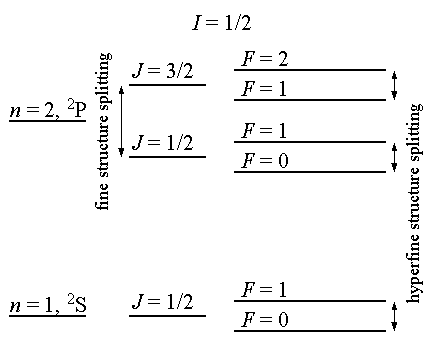
氫原子的精細結構圖：左邊是波耳的能級線譜，中間是經過修正後，線譜的精細結構，右邊是線譜的超精細結構。

在原子物理學裏，因為一階相對論性效應，與自旋-軌道耦合，而產生的原子譜線分裂，稱為精細結構。
非相對論性、不考慮自旋的電子產生的譜線稱為粗略結構。類氫原子的粗略結構只與主量子數{\displaystyle n\,\!}有關；更精確的模型，考慮到相對論效應與自旋-軌道效應，能夠分解能級的簡併，使譜線能更精細地分裂。相對於粗略結構，精細結構是一個{\displaystyle (Z\alpha )^{2}\,\!}效應；其中，{\displaystyle Z\,\!}是原子序數，{\displaystyle \alpha \,\!}是精細結構常數。
精細結構修正包括相對論性的動能修正與自旋-軌道修正。整個哈密頓量{\displaystyle H\,\!}是
{\displaystyle H=H^{(0)}+H_{kinetic}+H_{so}\,\!}；
其中，{\displaystyle H^{(0)}\,\!}是零微擾哈密頓量，{\displaystyle H_{kinetic}\,\!}是動能修正，{\displaystyle H_{so}\,\!}是自旋-軌道修正。

## 相對論性修正
經典哈密頓量的動能項目是
{\displaystyle T={\frac {p^{2}}{2m}}\,\!}；
其中，{\displaystyle T\,\!}是動能，{\displaystyle p\,\!}是動量，{\displaystyle m\,\!}是質量。
可是，若加入狹義相對論的效應，我們必須使用相對論形式的動能：
{\displaystyle T={\sqrt {p^{2}c^{2}+m^{2}c^{4}}}-mc^{2}\,\!}；
其中，{\displaystyle c\,\!}是光速。
請注意在這方程式的右手邊，平方根項目是總相對論性能量，{\displaystyle mc^{2}\,\!}項目是電子的靜能量。假設{\displaystyle p\ll mc\,\!}，則可以用泰勒級數展開平方根項目：
{\displaystyle T={\frac {p^{2}}{2m}}-{\frac {p^{4}}{8m^{3}c^{2}}}+\dots \,\!}。
哈密頓量的動能修正是
{\displaystyle H_{kinetic}=-{\frac {p^{4}}{8m^{3}c^{2}}}\,\!}。
將這修正當作一個小微擾，根據量子力學的微擾理論，我們可以計算出相對論性的一階能量修正{\displaystyle E_{n}^{(1)}\,\!}：
{\displaystyle E_{n}^{(1)}=\langle \psi _{n}^{(0)}\vert H_{kinetic}\vert \psi _{n}^{(0)}\rangle =-{\frac {1}{8m^{3}c^{2}}}\langle \psi _{n}^{(0)}\vert p^{4}\vert \psi _{n}^{(0)}\rangle =-{\frac {1}{8m^{3}c^{2}}}\langle \psi _{n}^{(0)}\vert p^{2}p^{2}\vert \psi _{n}^{(0)}\rangle \,\!}；
其中，{\displaystyle n\,\!}是主量子數，零微擾波函數{\displaystyle \psi _{n}^{(0)}\,\!}是本徵能量為{\displaystyle E_{n}^{(0)}\,\!}的本徵函數，{\displaystyle E_{n}^{(0)}=-{\frac {Z^{2}\alpha ^{2}mc^{2}}{2n^{2}}}\,\!}，精細結構常數{\displaystyle \alpha ={\frac {e^{2}}{4\pi \epsilon _{0}\hbar c}}\,\!}。
回想零微擾哈密頓量{\displaystyle H^{(0)}\,\!}與{\displaystyle \psi _{n}^{(0)}\,\!}的關係方程式：
{\displaystyle H^{(0)}\vert \psi _{n}^{(0)}\rangle =E_{n}^{(0)}\vert \psi _{n}^{(0)}\rangle \,\!}。
零微擾哈密頓量等於動能加上位能{\displaystyle V\,\!}：
{\displaystyle \left({\frac {p^{2}}{2m}}+V\right)\vert \psi _{n}^{(0)}\rangle =E_{n}^{(0)}\vert \psi _{n}^{(0)}\rangle \,\!}。
將位能移到公式右手邊：
{\displaystyle p^{2}\vert \psi _{n}^{(0)}\rangle =2m(E_{n}^{(0)}-V)\vert \psi _{n}^{(0)}\rangle \,\!}。
將這結果代入{\displaystyle E_{n}^{(1)}\,\!}的公式：
{\displaystyle {\begin{aligned}E_{n}^{(1)}&=-{\frac {1}{8m^{3}c^{2}}}\langle \psi _{n}^{(0)}\vert p^{2}p^{2}\vert \psi _{n}^{(0)}\rangle \\&=-{\frac {1}{8m^{3}c^{2}}}\langle \psi _{n}^{(0)}\vert (2m)^{2}(E_{n}^{(0)}-V)^{2}\vert \psi _{n}^{(0)}\rangle \\&=-{\frac {1}{2mc^{2}}}[(E_{n}^{(0)})^{2}-2E_{n}^{(0)}\langle V\rangle +\langle V^{2}\rangle ]\\\end{aligned}}\,\!} 。
類氫原子的位能是{\displaystyle V={\frac {Ze^{2}}{4\pi \epsilon _{0}r}}\,\!}；其中，{\displaystyle e\,\!}是單位電荷量，{\displaystyle r\,\!}是徑向距離。經過一番繁瑣的運算
，可以得到
{\displaystyle \langle V\rangle ={\frac {Z^{2}e^{2}}{4\pi \epsilon _{0}a_{0}n^{2}}}\,\!}，
{\displaystyle \langle V^{2}\rangle ={\frac {Z^{4}e^{4}}{(l+1/2)(4\pi \epsilon _{0}a_{0})^{2}n^{3}}}\,\!}；
其中，{\displaystyle a_{0}={\frac {\hbar }{\alpha mc}}\,\!}是波耳半徑，{\displaystyle l\,\!}是角量子數。
將這兩個結果代入，經過一番運算，可以得到相對論修正：
{\displaystyle {\begin{aligned}E_{n}^{(1)}&=-{\frac {1}{2mc^{2}}}\left[(E_{n}^{(0)})^{2}-2E_{n}^{(0)}{\frac {Z^{2}e^{2}}{4\pi \epsilon _{0}a_{0}n^{2}}}+{\frac {Z^{4}e^{4}}{(l+1/2)(4\pi \epsilon _{0}a_{0})^{2}n^{3}}}\right]\\&=-{\frac {(E_{n}^{(0)})^{2}}{2mc^{2}}}\left({\frac {4n}{l+1/2}}-3\right)\\\end{aligned}}\,\!} 。

## 自旋-軌道修正
當我們從標準參考系（原子核的靜止參考系；原子核是不動的，電子運動於它環繞著原子核的軌道）改變至電子的靜止參考系（電子是不動的，原子核運動於它環繞著電子的軌道）時，我們會遇到自旋-軌道修正。在這狀況，運動中的原子核有效地形成了一個電流圈，這會產生磁場{\displaystyle \mathbf {B} \,\!} ．可是，因為電子的自旋，電子自己擁有磁矩{\displaystyle {\boldsymbol {\mu }}\,\!}。兩個磁向量{\displaystyle \mathbf {B} \,\!}與{\displaystyle {\boldsymbol {\mu }}\,\!}共同耦合．這使得哈密頓量內，又添加了一個項目：
{\displaystyle H_{so}={\frac {Ze^{2}}{8\pi \epsilon _{0}m^{2}c^{2}r^{3}}}\,(\mathbf {L} \cdot \mathbf {S} )\,\!}；
其中，{\displaystyle \epsilon _{0}\,\!}是真空電容率，{\displaystyle \mathbf {L} \,\!}是角動量，{\displaystyle \mathbf {S} \,\!}是自旋。
設定總角動量{\displaystyle \mathbf {J} =\mathbf {L} +\mathbf {S} \,\!}。應用一階微擾理論，由於{\displaystyle H_{so}\,\!}、{\displaystyle J^{2}\,\!}、{\displaystyle L^{2}\,\!}、{\displaystyle S^{2}\,\!}，這四個算符都互相對易。{\displaystyle H^{(0)}\,\!}、{\displaystyle J^{2}\,\!}、{\displaystyle L^{2}\,\!}、{\displaystyle S^{2}\,\!}，這四個算符也都互相對易。這四個算符的共同本徵函數可以被用為零微擾波函數{\displaystyle |n,j,l,s\rangle \,\!}；其中，{\displaystyle j\,\!}是總角量子數，{\displaystyle s\,\!}是自旋量子數。那麼，經過一番運算，可以得到能級位移
{\displaystyle E_{n}^{(1)}={\frac {(E_{n}^{(0)})^{2}}{mc^{2}}}\ {\frac {2n[j(j+1)-l(l+1)-3/4]}{l(l+1)(2l+1)}}\,\!}。

## 總和
相對論性修正與自旋-軌道修正的總和是
{\displaystyle E_{n}^{(1)}=-{\frac {(E_{n}^{(0)})^{2}}{2mc^{2}}}\left({\frac {4n}{l+1/2}}-3\right)+{\frac {(E_{n}^{(0)})^{2}}{mc^{2}}}\ {\frac {2n[j(j+1)-l(l+1)-3/4]}{l(l+1)(2l+1)}}\,\!}；
其中，{\displaystyle j=l\pm 1/2\,\!}。
將{\displaystyle j\,\!}的這兩個數值分別代入總合方程式裏，經過一番運算，可以得到同樣的結果：
{\displaystyle E_{n}^{(1)}={\frac {(E_{n}^{(0)})^{2}}{mc^{2}}}\left({\frac {3}{2}}-{\frac {4n}{2j+1}}\right)\,\!}。
總結，修正後，取至一階，電子的總能級為，
{\displaystyle E_{n}={\frac {E_{1}^{(0)}}{n^{2}}}\left(1+\left({\frac {Z\alpha }{n}}\right)^{2}\left({\frac {2n}{2j+1}}-{\frac {3}{4}}\right)\right)\,\!} ;
其中，{\displaystyle E_{1}^{(0)}=-13.6\ \mathrm {eV} \,\!}是電子的基態能級，{\displaystyle \alpha \approx {\frac {1}{137}}\,\!}是精細結構常數。

## 更精确的结果
从狄拉克方程直接求解得到的结果是：
{\displaystyle E_{n}=-mc^{2}\left[1-\left(1+\left[{\dfrac {Z\alpha }{n-j-{\frac {1}{2}}+{\sqrt {\left(j+{\frac {1}{2}}\right)^{2}-Z^{2}\alpha ^{2}}}}}\right]^{2}\right)^{-1/2}\right]}
其一阶近似就是上面的结果。

## 參閱
- 斯塔克效應
- 塞曼效應
- 超精細結構
- 蘭姆位移

## 外部連結
- 圣地牙哥加州大学物理系視聽教學：精細結構
- 喬治亞州州立大學（Georgia State University）線上物理網頁：精細結構 （页面存档备份，存于）
- 德州大學物理講義：氫原子的精細結構 （页面存档备份，存于）